# Голчо от Голтупан
За Голчо от Голтупан и други весели приказки е сборник хумористични разкази от писателя Георги Русафов от 1960 година.